# Zeilarn
Zeilarn è un comune tedesco di 2 235 abitanti, situato nel land della Baviera.